# Engairac
Engayrac (en francès Engayrac) és un municipi francès situat al departament d'Òlt i Garona i a la regió de la Nova Aquitània.

## Demografia
| 1962                                       | 1968 | 1975 | 1982 | 1990 | 1999 | 2007 |
| ------------------------------------------ | ---- | ---- | ---- | ---- | ---- | ---- |
| 146                                        | 171  | 165  | 171  | 163  | 158  | 148  |
| Des de 1962: població sense dobles comptes |      |      |      |      |      |      |

## Administració
| Període | Identitat           | Partit        |
| ------- | ------------------- | ------------- |
| 1995-   | Marie-France Salles | Divers droite |